# Сазанова, Дильназ
Дильназ Сазанова (кирг. Дилназ Сазанова; род. 2002) — киргизская спортсменка, борец вольного стиля. Бронзовый призёр Игры исламской солидарности (Конья 2021),  участница Чемпионата Азии по борьбе (2023) в городе Астана (Казахстан).